# Абдали (ракета)
Абдали (урду ابدالی‎, также Хатф-2, названа в честь Ахмад-Шаха Абдали) — пакистанская одноступенчатая твердотопливная баллистическая ракета малой дальности мобильного базирования.

## Состав и характеристики
Относительно маломощная головная часть, делает не целесообразным применение ракеты против населённых пунктов, однако она может использоваться в целях разрушения городской инфраструктуры, например электростанций и промышленных предприятий. Точность приведения ракеты достаточна для использования против таких целей, как военные базы или аэродромы. Усовершенствование системы управления позволит значительно повысить точность до величины, которая позволит использовать ракету против конкретных военных подразделений, а не только по малым площадям.
Ракета размещается на самоходной пусковой установке (СПУ). Использование РДТТ и СПУ упрощает эксплуатацию и боевое применение: хранение, транспортирование, подготовку к пуску и пуск ракеты.
Может являться носителем ядерного боеприпаса.
- Принята на вооружение: 2005 год
- Дальность: около 180 км
- Стартовый вес: 1750 кг
- Длина: 9,75 м
- Диаметр: 0,56 м
- Двигатель: одноступенчатый РДТТ
- Точность: (КВО): 150 м (инерциальная СУ), до 30 м (терминальное наведение, или GPS)
- Масса ПГ : 250-450 кг
- Тип ГЧ: осколочно-фугасная или кассетная

## История создания
Проектирование Абдали было начато в 1987 году, как двухступенчатого варианта ракеты Хатф-I, путём добавления твердотопливной первой ступени. Впервые ракета была продемонстрирована в 1989 году. Предполагалось что дальность действия проектируемой ракеты будет достигать 300 км для головной части весом до 500 кг.
Однако, в 1992 году программа разработки была приостановлена, из-за закупки китайских ракет M-11 (Дунфен-11 (CSS-7)) с аналогичными характеристиками, а в 1994 году, прекращена совсем.
Повторно, разработка была начата организацией National Development Complex (сейчас входит в NESCOM — англ. National Engineering and Scientific Commission) в 1997 году, при этом предполагаемая дальность ракеты была уменьшена до 180 км. Предполагается, что при проектировании ракеты были использованы технологии и компоненты разработанные для ракет Хатф-1B и Хатф-3. Целью новой программы была разработка недорогой ракеты малой дальности, чтобы скомпенсировать недостаточное количество закупленных китайских M-11.
Лётные испытания проводились в мае 2002, а также в 2005, 2006, 2007 годах, при этом отмечается схожесть формы и размеров «Абдали» с аргентинской ракетой малой дальности «Alacran» и китайскими экспериментальными ракетами TY-3, TY-13 и TY-14
В настоящее время ракета «Абдали» развёрнута и продолжается её производство.

## Эксплуатанты
Пакистан единственный оператор ракеты Абдали

### Иноязычные
- (англ.)pakistanidefence.com — Missile Program
- (англ.)Missilethreat.com — Hatf-2
- (англ.)Jane`s — Hatf 2 (Abdali) (Pakistan), Offensive weapons